# ストリートファイター6
『ストリートファイター6』（ストリートファイターシックス、STREET FIGHTER 6、略称『スト6』）は、カプコンから2023年6月2日に発売された対戦型格闘ゲーム。
対応プラットフォームはPlayStation 4、PlayStation 5、Xbox Series X/S、Steam、Nintendo Switch 2（2025年6月5日発売）。またタイトーより、アーケード版『ストリートファイター6 タイプアーケード』も稼動開始した。

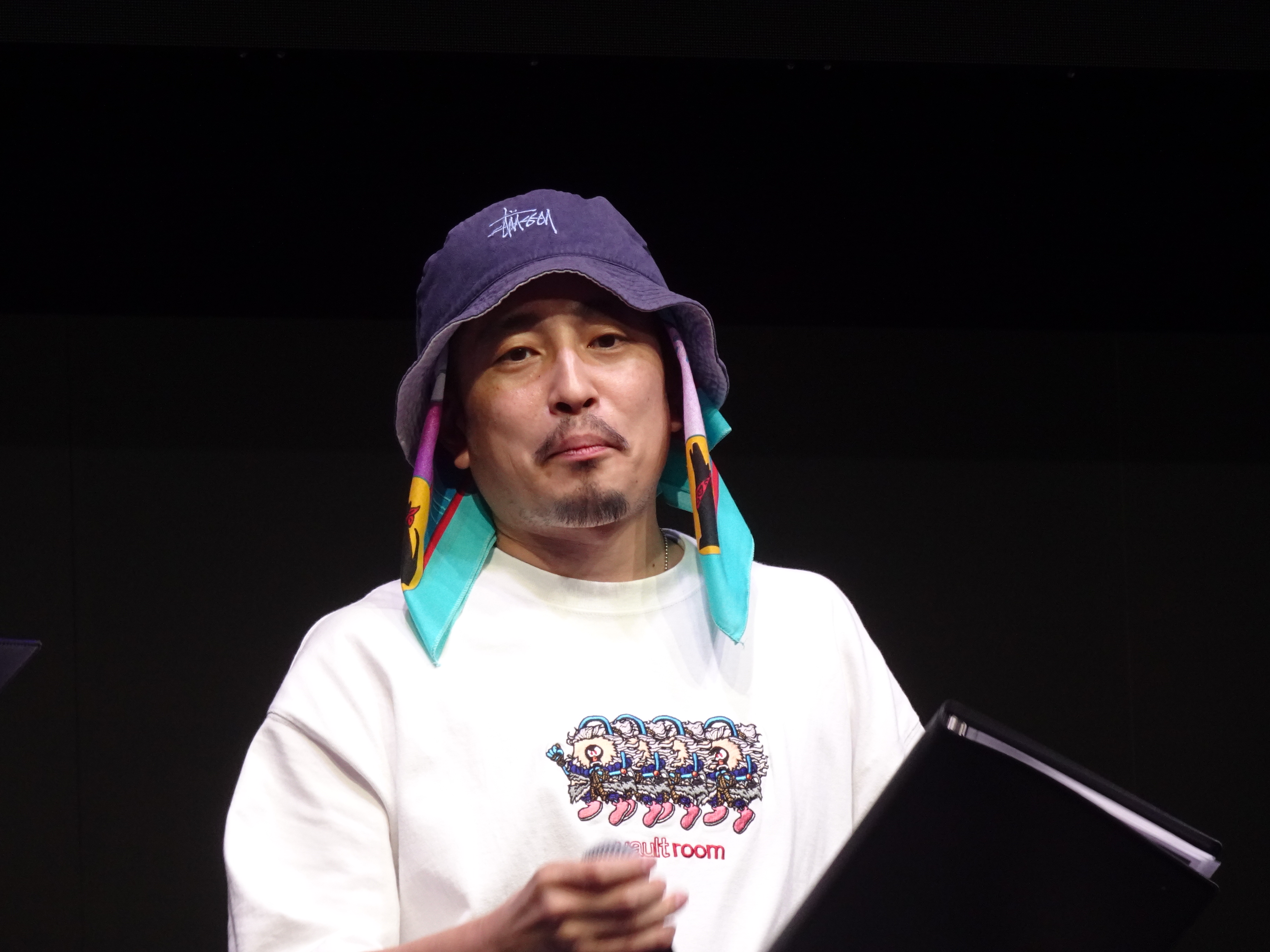
プロデューサーの松本脩平(東京ゲームショウ2024にて)

## 概要
『ストリートファイターV』（以下『ストV』と表記）から7年ぶりとなる作品。
実況やゲージの色分けなどeスポーツを意識しつつ、対戦の高度化によるユーザー離れ対策としてライトユーザー層を取り込むための要素を追加している。
ストーリーの時系列は『ストリートファイターIII』（以下『ストIII』と表記）よりも未来となり、『ストリートファイター』シリーズで最も後の年代となる。
ディレクターである中山貴之は、本作の登場キャラクターであるルーク、ジェイミー、キンバリーの3人を過去シリーズのリュウ、ケン、春麗の位置に据えていると語っている。タイトルが前作までと異なりアラビア数字なのは中山とプロデューサーの松本脩平の話し合いで決められたものだが、これはSNSなどでユーザーが『ストV』を『スト5』と書いているのを目にし、「表記のブレが発生するくらいなら統一しよう」と考えたため。タイトルについても話し合いがあり、『ストリートファイターズ』や、改めて『ストリートファイター』にするなど色々検討されたが、会社の方針もありナンバリングを継続する形となった。また、中山はこれまでの『ストリートファイター』シリーズの書き文字のロゴは格好いいが、英語圏の人には読みにくいため、誰もが読めるシンプルなロゴに変えたと語っている。他にも中山は発売前に他とのコラボレーションやグッズを作るなどイベントもたくさん開催するなど色々と施策を打ち出しており、それらが「プレイしているユーザーに利益を感じて欲しかった、そして、自分が遊んでいるゲームが色々なところでコラボレーションしている所や多くの人が遊んでいるのを見ると、プレイしてくれているユーザーが自分がプレイしている及びハマっているゲームに対して自信を持てるという理由で『流行ってる感』を作りたかった」と語っており、それがこのゲームを遊んでいる人にとってもいい気持ちになれるのではないかという理由で色々と仕込みをしたという。
『ストリートファイター』シリーズはゲームのアクセシビリティを考慮していなかったが、キャラクターが向かい合うというシンプルな構図と、出した技により音が異なるという設計のため視覚障害者にもプレイしやすく、特にステレオサウンドにより位置を把握しやすい『ストV』は視覚障害者の大会で利用されていた。本作ではバリアフリーのeスポーツ大会の企画運営する企業の協力により、サウンドアクセシビリティ機能が追加され、相手との距離、技の上中下、ゲージの状態が音で把握できるようになった。

## ゲームモード

### FIGHTING GROUND（ファイティング グラウンド）
バトル面での基盤となる対戦モード。
ARCADE（アーケード）
STORY（ストーリー）
最大で設定したステージ数分、CPUと連戦する1人用ゲーム。開始時にキャラクター毎のストーリーが表示され、また設定したステージ数をクリアすると、スペシャルイラストが「ギャラリー」に追加される。
内容によって算出されるスコアをオンラインランキングで競うことができる。

PRACTICE（プラクティス）
ファイターの操作練習の他、ゲームの遊び方などの説明を確認することができる。いずれも操作タイプはクラシックとモダンから選択できる。
TRAINING（トレーニング）
様々な状況を想定しての練習ができる。動作時間の詳細を視覚的にゲージ表示する「フレームメーター」や、ゲームスピードを半減させた状態での練習・また試合で頻発するシチュエーションを予めプリセットした「簡単練習設定」など、機能拡張が図られている。
TUTORIAL（チュートリアル）
バトルの基本ルールやキャラクター共通のテクニックなどを実践を交えながら学習できる。
『ストV』では「デモンストレーション」に回されていたゲームシステムの解説も含まれている。
CHARACTER GUIDE（キャラクターガイド）
キャラクター別の必殺技・基本的な戦法などの解説や手本を見ることができる。
解説に使っている必殺技や特殊技などを試しに練習することもできる。
COMBO TRIALS（コンボトライアル）
『ストV』までの「トライアル」に準じる、キャラクター毎に用意されたコンボの課題に挑戦する。
今作ではクラシックとモダンそれぞれで3通りの難易度にカテゴリ分けされ、従来よりも多くのコンボ課題が収録されている。また、このモードでも「ゲームスピード50%」が選択可能。

VERSUS（バーサス）
オフラインでの対戦を行う通常のモード。
ONE ON ONE（ワンオンワン）
通常の対戦モード。『ストV』では不可能になっていたCPU同士の対戦の観戦が可能。
TEAM BATTLE（チームバトル）
複数人のキャラクターで行われる団体戦。CPUを参加させることもできる。
負けたプレイヤーのみ交代し、最終メンバーに勝利したチームの優勝となる「勝ち抜き」、試合ごとに両チームのファイターが交代しながら勝利数を競う「星取」が選択できる。

SPECIAL MATCH（スペシャルマッチ）
EXTREME BATTLE（エクストリームバトル）
従来とは異なる条件下で行われる、パーティーゲーム的な対戦コンテンツ。体力バーまたは特殊な勝利条件の「ルール」と、ステージ上に出現して双方のファイターへ無差別にダメージなどの影響を与える「ギミック」から、それぞれ1つずつを組み合わせて行われる。

ONLINE BATTLE（オンラインバトル）
トレーニングなど他のFIGHTING GROUNDモードをプレイ中、およびBATTLE HUBのロビー上でランクマッチ / カジュアルマッチの待受が可能。
CAPCOM IDとのプラットフォーム連携を行うことで参加可能であり、すべての機種とのクロスプラットフォームプレイが可能。

RANKED MATCH（ランクマッチ）
勝敗によって上下するリーグポイント（LP）を競い合うオンライン対戦モード。どちらかが2試合分勝利するまで再戦を行うことができる。
本作ではLPはキャラクターごとに用意されており、一定値のLP範囲に応じて階級（リーグ、ランク）が決まり、これが近い者同士でマッチングする。
1試合ごとのLPの増減値は基本的には一定だが、相手LPが高いとその分だけわずかに勝利時の増加率が増す他、特定階級までは連勝を重ねるほどLP増加量が大きくアップする。敗北時の減少率は常に一定で、階級ごとのLP下限値に達している状態でなければ階級降格が防がれ、さらに特定階級をまたいで降格することはない。
メニューから選択すると、バトル設定画面に入ると同時にランクマッチの待ち受け設定がONになる。
2023年8月1日より、最高階級であるMASTERリーグに到達したプレイヤーキャラクターは、同リーグ到達者に与えられる「マスターレート(MR)」が近い相手と優先的にマッチングが行われるようになる。
MRは通常のLPと違い、相手とのMRの差に応じて増加率だけでなく減少率も大きく変動する、より一般的なレーティングシステムに近い仕様を採用している。
CASUAL MATCH（カジュアルマッチ）
勝敗による影響などがなく、ランダムで選ばれた相手とオンライン対戦する。互いが望む限り無制限に再戦を行うことができる。
メニューから選択すると、バトル設定画面に入ると同時にカジュアルマッチの待ち受け設定がONになる。
CUSTOM ROOM（カスタムルーム）
様々な設定が可能な部屋に集合した複数人とオンライン対戦ができるモード。『ストV』のバトルラウンジに相当する専用モードではあるが、BATTLE HUBからもマルチメニューで入ることができる。
ルームごとに16人まで参加可能。またシングル対戦ルームの場合は設定により最大4組まで並行してマッチングが可能であり、それぞれで「ONE ON ONE」「EXTREME BATTLE」「TRAINING」が設定できる。

### BATTLE HUB（バトルハブ）
作成したアバターを用いて、不特定多数のプレイヤーが1つのサーバーのロビーフィールドに集まって交流することができるオンラインモード。
ロビーを持つサーバーは複数存在し、同じサーバーに入室しているアバターが一同に介して対戦やチャットを行うことができる。
ロビー上からでも、「FIGHTING GROUND」のランクマッチ・カジュアルマッチを待ち受けたり、カスタムルームに入ることは可能。
対戦台
ロビー空間に設置されたゲーム筐体で「FIGHTING GROUND」と同様の対戦を行うことができる。連戦数に制限はないが、順番待ちのプレイヤーがいた場合は（どちらか、または指定された側が）負けた時点で一旦対戦終了となる。
各筐体で行われている対戦は途中からであっても観戦が可能。途中から見始めた場合は試合開始から現在の状況まで早送りされる。
「EXTREME BATTLE」の対戦が可能なコーナーも存在するが、ルール・ギミック設定について任意選択はできず、定期的に変更される。
アバターバトル
ロビー中央の広場ではWORLD TOURで育成したアバター同士での対戦が楽しめる。アバターの能力値や装備・使用する必殺技などがそのまま反映される。
イベントカウンター
BATTLE HUB上で定期・不定期的に行われるトーナメントなど、イベントの予定確認や参加登録ができる。
アバター用の服飾アイテムを購入できる「BATTLE HUB SHOP」も存在する。
ゲームセンター
カプコンの旧作アーケードゲームをプレイできるゲーム筐体のコーナー。
1人プレイ専用で対戦・マルチプレイはできないが、観戦は可能。「フリープレイ」の他、1クレジットのみでハイスコアを競う「ランキングチャレンジ」のモードを選択できる。
プレイ可能なゲームは定期的に変更され、主に『カプコンアーケードスタジアム』シリーズに収録されたものが配信される。
また、ファイティングパスのプレミアム購入特典などとして、対応するタイトルをギャラリーからいつでもプレイできるようになる場合もある。

### WORLD TOUR（ワールドツアー）
アバターを作成して『ストリートファイター』の世界をオープンワールドRPG形式で自在に旅する、シングルプレイ専用のゲームモード。
プレイヤーアバターはストーリーを通して「FIGHTING GROUND」にも登場する様々な「レジェンドファイター」に師事し、彼らの戦闘スタイルや必殺技・スーパーアーツを習得できる他、バトルの経験を積むことで徐々に能力が成長していく。
モード内での戦闘は基本的に対戦型格闘ゲームの様式で行われ、ミニゲームもそれに関連する操作を用いるなど、このモードを通して格闘ゲームの基礎を習得できるように工夫された内容となる。
35周年記念の展覧会で見られた「対戦ゲームを遊んでいないが、世界観やキャラクターは好き」という層を取り込むための要素とされ、『ファイナルファイト』の舞台であるメトロシティなど、シリーズ各作品からの要素が登場する。

## バトルシステム

### 操作タイプ
クラシックタイプ
弱・中・強×パンチ・キックの6ボタンそれぞれに攻撃が割り当てられた、シリーズ従来の操作タイプ。
操作がモダンタイプより複雑である代わりにすべての通常技と特殊技、および3段階の強度の必殺技を使用できる。後述のドライブインパクト・ドライブパリィに専用のボタン割当はなく、ボタン2つ同時押しで対応する（同時押しをボタン1つに割当てる事はでき、標準設定でも割り当てられている）。
モダンタイプ
ユーザー離れ対策として導入された初心者・4ボタンコントローラー向けの簡易入力タイプ。弱・中・強・必殺技の4ボタンに技が割り当てられている他、アシスト機能・ドライブインパクト・ドライブパリィに関しては専用のボタンが割り当てられる。ボタン数はクラシックより一つ多い7ボタンを要する。
方向キー1つと必殺技ボタンの組み合わせによって必殺技を出せるほか、アシストボタンを押しながら攻撃ボタンを連続で押すことにより、ファイターごとに用意された「アシストコンボ」やオーバードライブ必殺技を繰り出せる。
ただし、モダンタイプではアシストコンボを含めても使用できない通常技・特殊技がある他、必殺技ボタン使用時は与えるダメージが低下し強度を使い分けることもできないといったデメリットがある。
この操作タイプでもコマンド入力でクラシックタイプに準じた性能で必殺技を出すことは可能な場合があり、キャラクターによってはコマンド入力または必殺技ボタン専用の必殺技もある。
ダイナミックタイプ
オフライン対戦でのみ使用可能な簡易操作タイプ。
弱・中・強の3ボタンを入力すると、自動的にコンボや状況に応じた行動を行う。通常のCPU操作とは違い、行動の傾向やタイミングがプレイヤーの操作にある程度依存する。
モダンタイプと同様、ドライブインパクト・ドライブパリィは専用のボタンが割り当てられる。

### ドライブシステム
従来作ではスーパーアーツゲージ（に相当するもの）を消費していたり、あるいは個別のシステムやゲージに分かれていた要素を統合した、本作の新システム。本作のチュートリアルでは、格闘家の集中力や気力を示すと説明されている。
ドライブゲージ
ドライブシステムで使用する専用のドライブゲージはラウンド開始毎に最大の6マスを持った状態で始まり、ゲージを消費することによって様々な特殊行動を行える。
ドライブゲージは、（減少直後を除く）時間経過で徐々に回復する他、ドライブパリィの成立、ドライブゲージ・スーパーアーツゲージを使用しない攻撃を当てることでも増加する。逆にドライブゲージ消費技を使用しなくても、攻撃をガードしたり（バーンアウト状態を除く）、後述のパニッシュカウンター、ドライブインパクト、スーパーアーツを受けることでも減少する。

バーンアウト
ドライブゲージ消費技はゲージが不足していても使えるが、ドライブゲージが尽きるとバーンアウト状態になり、以下の影響を受ける。
- ドライブゲージ消費技が使用できなくなる（通常技・スーパーアーツとOD以外の必殺技は使用できる）。
- ガード時は自身の硬直時間が増えて反撃しにくくなる。
  - ドライブインパクトや必殺技・スーパーアーツをガードすると従来作のようにわずかな削りダメージを受ける。これによってKOされることもある。

- 相手のドライブインパクトによって壁に激突すると、通常の壁やられよりコンボ猶予が非常に大きいスタン状態になる（従来の気絶に相当。また崩れダウン効果にならない限り、ドライブインパクトのヒット・ガード問わずに成立する）。

バーンアウト状態は回復までの残り時間が白いドライブゲージとして表示され、時間経過や攻撃・ガードの成功によってゲージが最大に達することで、バーンアウトは解除されてドライブゲージが最大の状態に戻る。また、スタン状態から回復した場合、ドライブゲージは即座にドライブゲージ最大状態に戻る。
ドライブシステムで発動可能な行動の詳細は以下の通り。
ドライブインパクト
ドライブゲージを1マス消費する。相手の攻撃を2発まで受け止めるスーパーアーマー効果を持った共通の必殺技で、『ストリートファイターIV』（以下『ストIV』）の「セービングアタック」に近い。
この攻撃は前動作がやや長いものの、「ヒットさせると相手の状況に応じてドライブゲージを減少させる」「アーマー効果で1回以上攻撃を受けてからヒットさせるか、パニッシュカウンターを成功させると、派手な演出とともに相手を追撃が可能な崩れダウンにさせる」「ガードさせても相手を大きく仰け反らせて後退させる」「相手がステージ端に近い状態で通常ヒットやガードさせると壁にぶつけて無防備にし、追撃可能にさせる」などの特徴がある。
ドライブインパクトや一部キャラクターの必殺技によるスーパーアーマーで相手の攻撃を受け止めた場合、その分のダメージは軽減された上で体力ゲージの白い部分として表示され、時間経過で回復する。ただし、回復しきる前に防御に失敗してダメージを受けると、その時点で残りの回復分は消滅する。また体力ゲージが尽きるような僅かな残量では、耐えきれずそのままKOになってしまう。
双方が同時にドライブインパクトを発動し合った場合、スローモーション演出が入り、完全に同時でなければ後から発動したほうが打ち勝つ。
ドライブパリィ
相手の攻撃を自動で防ぐ防御姿勢を取る。構え中はドライブゲージを最低0.5マス以上消費し続けるが、パリィ防御が成立するたびにドライブゲージが回復する。
パリィにはレバー操作によるガードと違って立ち・しゃがみの区別がなく、ドライブインパクトを含むほとんどの打撃技を、各種ゲージへのダメージを受けずに防御できる。しかし解除直後に攻撃をガードできなかった場合や、解除直後も含む動作中に投げなどパリィ不可の攻撃を受けた場合は、パニッシュカウンターが成立したとみなされる。
相手の攻撃が当たる瞬間に発動すると「ジャストパリィ」となり、時間スロー演出（飛び道具攻撃を除く）が入ってガード時の硬直をほとんど受けず、即座に反撃がしやすくなる。逆に、1回もガードが成立しないまま構えを解いた際の動作中はガードのみ可能で、パニッシュカウンターを受ける大きな隙となりうる。
ドライブラッシュ
「ドライブパリィ」の構えか、必殺技でキャンセル可能な一部の通常技から、それらの動作をキャンセルして前方ダッシュが可能である。
このダッシュ直後に出した通常技・特殊技はヒット時に相手の怯み時間が増加して特定のコンボや攻め展開の維持が可能となるなど、若干性能が変化する。
ドライブパリィから使用するとドライブゲージを0.5マス（ドライブパリィと合わせて合計1マス）、通常技から使用すると3マスを消費する。
オーバードライブ
ドライブゲージを2マス消費し、威力・速度などが強化された必殺技を使用する。
『ストIII』から『ストV』までの「EX必殺技」に相当するが、本作では各ラウンド開始直後から使用可能になっており、これによってSAゲージを貯めることもできる。
ドライブリバーサル
ガード硬直中やドライブパリィ成功時にドライブゲージを2マス消費して即座に反撃を行う。『ストリートファイターZERO』（以下『ストZERO』と表記）の「ZEROカウンター」、『ストV』の「Vリバーサル」に相当するガードキャンセル攻撃。
この反撃はドライブインパクトなどのスーパーアーマーで防ぐことができないアーマーブレイク効果を持つが、与えるダメージはインパクトを含むスーパーアーマー効果で受けた時と同様に自動で回復されるものであり、この攻撃でKOすることもできない。

### スーパーアーツ
画面下部の「スーパーアーツゲージ」（以下「SAゲージ」）を消費して繰り出す高威力の超必殺技。名称は『ストIII』と同じだが選択制ではなく、SAゲージを1本から3本までのいずれかを消費するものがそれぞれ1つずつ用意され、任意で使い分ける。本作のSA番号は消費レベルを示すものとなっておりSA1は1ゲージ技、SA3は3ゲージ技となっている。これによる攻撃には、ヒットした相手のドライブゲージを減少させる効果や、スーパーアーマーで防がれないアーマーブレイク効果もある。
SAゲージは最大3つまでストック可能であるほか、SAゲージを3本消費するものは体力が25%以下まで減少するとクリティカルアーツになり、演出が変化して威力が上昇する。

### パニッシュカウンター
相手の攻撃直後の隙にこちらの攻撃をヒットさせると成立する。『ストV』のクラッシュカウンターとは異なり、タイミングさえ合っていればどの技をヒットさせてもよい。
基本的には通常のカウンターヒットよりもさらに若干大きめの怯み時間などが与えられ、さらに相手のドライブゲージ減少という効果が加わる。
通常投げでパニッシュカウンターを成功させると、演出が少し変化しダメージとSAゲージの増加量が大幅に上がる、特定の技でパニッシュカウンターを決めると相手のやられ動作が変わり怯み時間が大幅に増す・空中コンボ追撃が可能になりやすいといった例外もある。
通常カウンターとパニッシュカウンターそれぞれを受ける時間はトレーニングモードの「フレームメーター」で確認できる。

## 登場キャラクター

### 初期キャラクター
リュウ
声 - 高橋広樹
『ストリートファイター』シリーズ全般の主人公。『ストV』『ストIII』を通して殺意の波動との相克を超え、さらなる高みへと探求に向かう。
ルーク
声 - 前野智昭
前作『ストV』で最後に追加されたキャラクターで、本作のFIGHTING GROUNDモードの主人公。本名はルーク・サリバン。元アメリカ陸軍特殊部隊の総合格闘家で、現在はメトロシティの民間軍事会社バックラー社のコントラクターとして初心者に格闘技を指導している。
ジェイミー
声 - 武内駿輔
本作からの新キャラクター。本名はジェイミー・ショウ。『ストIII』のユン、ヤン兄弟に憧れる青年格闘家で、「中華街のトラブルバスター」を自称している。ルークのライバルでもあり、酔拳とブレイクダンスを組み合わせたスタイルを持つ。
春麗
声 - 折笠富美子
初登場は『ストリートファイターII』（以下『ストII』と表記）。元ICPO捜査官。シャドルー壊滅を果たし、現在は休職中。メトロシティ中華街にてカンフー教室を開いている。
ガイル
声 - 安元洋貴
初登場は『ストII』。アメリカ空軍の軍人。
キンバリー
声 - 東山奈央
本作からの新キャラクター。本名はキンバリー・ジャクソン。ガイのおしかけ弟子で、武神流の忍術を使う。ごく普通の家庭の生まれでありながら飛び級で大学を卒業した過去を持つ天才少女。1980年代のポップカルチャーを好む。おじであるアル・ジャクソンが事件に巻き込まれ死亡したことの真相を探るべく、ナイシャールを訪れる。
ジュリ
声 - 喜多村英梨
初登場は『スーパーストリートファイターIV』。争いや苦悩を好み、対戦相手を破壊し尽くすことを至高の喜びとする享楽家。復讐の標的としていたベガが消滅して久しい現在、鬱屈した生活を送っている。
ケン
声 - 岸祐二
『ストリートファイター』シリーズ通してのリュウの親友にしてライバル。財団をあげてのナイシャールへの支援活動が何者かに嵌められて反政府過激派への支援活動と見なされ、拘束される。嫌疑が晴れた今でも、地位も名誉も捨てて家族とも離れ、事件の真相、そして自身を陥れたJPへの決着を求めて潜伏している。
ブランカ
声 - うえだゆうじ
初登場は『ストII』。ブラジル出身、アマゾン育ちの野生児。人気者になるため、アドベンチャーツアーのガイドの職に就いている。
ダルシム
声 - 江川大輔
初登場は『ストII』。インドの修行僧でヨガの達人。
エドモンド本田
声 - 永野善一
初登場は『ストII』。相撲を世界に広めるべく各国を飛び回る力士。「相撲茶屋・江戸紋」をプロデュースし、メトロシティにオープンしている。相撲観戦ができるステージが店内にあることと、現役の力士がスタッフを務めていることを店のウリとしている。
ディージェイ
声 - 浜田賢二
初登場は『スーパーストリートファイターII』（以下『スパII』と表記）。ダンスミュージックの世界的大スターにしてキックボクサー。
マノン
声 - 福原綾香
本作からの新キャラクター。本名はマノン・ルグラン。世界大会優勝経験を持つ柔道家にして、スーパーモデル。常に高い理想を抱き、自身を磨き続ける美の探求者で、バレエダンスと柔術を組み合わせた戦術で他流試合に挑む。幼い頃に周囲から「マノンは、強いから」と言われており、柔道の試合、モデル活動、他流試合などにおいて、その言葉を信じ続けて戦っている。
マリーザ
声 - 斎賀みつき
本作からの新キャラクター。本名はマリーザ・ロゼッティ。古代ギリシャからの歴史を継ぐ闘士（パンクラチオンの闘士の末裔と称している）にして、新進のジュエリーデザイナーである筋骨隆々の女性。幼い頃に全盛期のコロッセオを幻視した体験があり、強者と真正面から全力でぶつかることを至上の喜びとする。
JP（ジェイピー）
声 - 杉田智和
本作からの新キャラクター。国際NGOを組織し、アジアの小国ナイシャールに現在の繁栄をもたらすなど、多数の開発投資プロジェクトを成功させてきた事業家。その正体はかつてのシャドルー幹部で、彼の関与からしばらく後に情勢が悪化した地域も少なくない。常時手にしているステッキと、自ら望んでベガから分け与えられたサイコパワーを組み合わせて戦う。
ザンギエフ
声 - 三宅健太
初登場は『ストII』。「赤きサイクロン」の異名を持つプロレスラー。筋肉こそ至高という持論で肉体進化と後進の育成に取り組んでいる。
リリー
声 - 釘宮理恵
本作からの新キャラクター。本名はリリー・ホーク。サンダーフット族の古い血を受け継ぎ、自然界の精霊トイノイコノイと語らう能力を持つ女の子。カメラと猛禽類が好き。2本の棍棒「ポガモガン」を武器に戦う。
キャミィ
声 - 沢城みゆき
初登場は『スパII』。イギリス特殊部隊デルタレッドの女性隊員で、現在は本部勤め。

### Year 1登場キャラクター
ラシード
声 - 新垣樽助
初登場は『ストV』。古い王家の血をひく高貴な生まれで、趣味で各地のファイターと戦っている様子を動画配信している。
A.K.I.（アキ）
声 - 田村睦心
本作からの新キャラクター。漢字表記は「阿鬼」。元シャドルー四天王であるF.A.N.Gに師事する毒遣いの女性。毒の魅力にとりつかれており、毒の力をふるうことと毒が相手に作用することに無上の歓びを覚える。バトルスタイルは蛇拳と毒手で、体の柔らかさを活かした不気味な動きと両手に装着した蛇腹剣のように伸びる鉤爪で戦う。
エド
声 - 吉野裕行
初登場は『ストIV』（プレイアブルとしては『ストV』）。サイコパワーを操る青年。元シャドルーの実験体で、他の実験体を解放するために旅をしているが、ネオ・シャドルーの総帥候補としてシャドルーの残党たちから追われる身にもなっている。
豪鬼
声 - 武虎
初登場は『スーパーストリートファイターII X』。殺意の波動を宿し、力を求め続ける男。

### Year 2登場キャラクター
ベガ
声 - 楠大典
初登場は『ストII』。かつてのシャドルーの総統。『ストV』のゼネラルストーリーでリュウに敗れて消滅したが、記憶喪失の状態で復活した。
テリー
声 - 近藤隆
SNKの『餓狼伝説』シリーズ（以下『餓狼』シリーズと表記）からのゲストキャラクター。『餓狼』シリーズ全般の主人公。メトロシティにパオパオカフェ6号店がオープンしたことを知り、立ち寄ることを決める。
舞
声 - 小清水亜美
『餓狼』シリーズからのゲストキャラクター。初登場は『餓狼伝説2』。不知火流忍術の継承者。アンディがテリーを追ってメトロシティを訪問したことを知り、彼を探すためにメトロシティを訪ねる。
エレナ
声 - 藤田咲
初登場は『ストIII』。動物の医者を目指しているカポエイラの達人。

### Year 3登場キャラクター
サガット
声 - 遠藤大輔
初登場は『ストリートファイター』。
クリムゾン・ヴァイパー
初登場は『ストIV』。
アレックス
初登場は『ストIII』。
イングリッド
初登場は『CAPCOM FIGHTING Jam』。

### WORLD TOUR 登場キャラクター
アバター
声 - 市来光弘、岩崎諒太、大塚剛央、白石兼斗、本橋大輔、松本忍、小上裕通、ふくまつ進紗、本泉莉奈、風間万裕子、矢作紗友里、石上静香、榎吉麻弥、相川遥花、今泉葉子、谷育子
WORLD TOUR、BATTLE HUBモードの主人公・プレイヤーキャラクター。外見や性別、声などは自由にカスタマイズ可能。「強さ」を求めて、バックラー社でルークが教官をしている「基礎トレーニングコース」に参加する。
ボシュ
声 - 夏目響平
ルークの基礎トレーニングコースに参加していた青年。本名はボシュ＝ワラヤ。主人公の兄弟子であり、メインミッションは主に彼の足取りを追いながら進んでいく。
ウォウ、サォウ
声 - 間宮康弘
ダムド
声 - 杉崎亮
初登場は『ファイナルファイト』。メトロシティのギャング団「マッドギア」を再建している。
リーフェン
声 - 松嵜麗
春麗の門下生の一人。『ストリートファイターIII 3rd STRIKE』や『ストV』のゼネラルストーリー・春麗のストーリーに幼い姿で登場した少女。本作では成長した姿になり、ホワイトハッカーとして活動している。
ルドラ
声 - 高橋伸也
メトロシティの西部に勢力を築いた新興のギャング団「カラス団」を率いる。マッドギアのダムドとは互いに敵視している。
エリザ
声 - 小市眞琴
初登場は『ファイナルファイト2』（以下『FF2』と表記）。マッドギアのメンバー。本作ではダムドの腹心として登場する。
チャンディ
声 - 柳原かなこ
パンチ
声 - 堀井茶渡
リワンチャ
声 - 祐仙勇
ユア
声 - 鈴代紗弓
カリマ
声 - 東内マリ子
中東にある架空の国家ナイシャールでJPの活動に反抗している、反政府組織の一人。
アリス
声 - 吉田仁美
エターニティ
声 - 花江夏樹
作中内での動画配信チャンネルの司会者で、女性語で喋る。BATTLE HUBにおいても、初回入室時などの案内役として登場する。
シンギングウルフ
声 - 緒方賢一
メキシコに住む老賢者。常にくぐもった声で喋り、その言葉はリリーにしか解せない。
カルロス宮本
声 - 子安武人
初登場は『FF2』。メトロシティの治安維持に協力している日本刀使い。
烈
声 - 上田燿司
初登場は『ストリートファイター』。リュウの旧知である格闘家。得意技は飛び蹴り。
メル
声 - 桑原由気
初登場は『ストIII』。ケンの息子。
オスカー
声 - 室井海人
キナ
声 - 高柳知葉
アザム
声 - 小形満
初登場は『ストV』。ラシードの執事。
火引百合子
声 - 伊藤静
初登場は『マーヴル・スーパーヒーローズ VS. ストリートファイター』。パラレル設定のダンの妹でショップ店員。

### 過去作でのプレイアブルキャラクター
『ストV』以前のシリーズや『餓狼』シリーズではプレイアブルキャラクターとして登場していたが、本作では参戦していないキャラクター。本項ではワールドツアーやストーリーモードに直接的に登場し、かつ声が付いているキャラクターのみ記載する。
ユーニ
声 - 河本明子
初登場は『ストリートファイターZERO3』。かつてのシャドルーの親衛隊「Dolls」の一人。
F.A.N.G（ファン）
声 - 千葉繁
初登場は『ストV』。かつてのシャドルー四天王の一人で、A.K.I.の師匠。本作では「ファンフェイ」を名乗っており、エドを利用しようとするJPを敵視している。
バイソン
声 - 鶴岡聡
初登場は『ストII』。かつてのシャドルー四天王の一人で、エドの育ての親。
バルログ
声 - 諏訪部順一
初登場は『ストII』。かつてのシャドルー四天王の一人で、ラ・セルダ家の城主。
ジョー・ヒガシ
声 - 三戸耕三
初登場は『餓狼伝説』。テリーの親友の一人。本作では自分の偽者のことが気になっている。
ブルー・マリー
声 - ブリドカットセーラ恵美
初登場は『餓狼伝説3』。フリーランスのエージェント。
アンディ・ボガード
声 - 岡本寛志
初登場は『餓狼伝説』。テリーの弟。

## 実況
新システムとして「自動実況機能」が登場。AI技術により、自動で実況・解説が行われる。
実況者
- アール
- Vicious
- 平岩康佑
- Tasty Steve

解説者
- デーモン閣下
- Thea
- James Chen
- 髙橋ひかる

## 沿革
2022年
- 2月21日 - カプコンがニュースリリースで『ストリートファイター6』の制作を発表。「リュウ」「ルーク」のグラフィック公開。
- 6月3日 - State of Playにて2023年の発売を発表。「ジェイミー」「春麗」公開。
- 6月10日 - 「ガイル」公開。
- 8月8日 - 「キンバリー」「ジュリ」公開。
- 9月15日 - 「ケン」「ダルシム」「エドモンド本田」「ブランカ」公開。
- 10月7日 - 10月7日から10月10日にかけて、クローズドβテストが行われた。
- 12月9日 - 「ディージェイ」「マリーザ」「マノン」「JP」公開。販売形式も公表された。
- 12月16日 - 12月16日から12月19日にかけて、第2回クローズドβテストが行われた。

2023年
- 2月24日 - 「ザンギエフ」「リリー」「キャミィ」公開。
- 4月2日 - バラエティ番組『有吉ぃぃeeeee!そうだ!今からお前んチでゲームしない?』（テレビ東京）にて軍団対抗戦形式での先行プレイが開催。
- 4月21日 - 「ストリートファイター6」体験版の配信開始。
- 5月19日 - 5月19日から22日にかけて、オープンβテストが行われた。
- 6月2日 - 発売開始。
- 12月14日 - 「タイプアーケード」稼働開始。

2024年
- 2月26日 - CAPCOM CUP X 初代世界王者が決定した。

## イメージソング
- 「Not on the Sidelines」（プロデュース：GRP / Rocco 808 / Randy Marx） - テーマソング
- 「恋しさと せつなさと 心強さと 2023」（歌：篠原涼子 with t.komuro）[18]